# Herman van Horne
Herman van Horne (gestorven op 31 januari 1156) was bisschop van Utrecht van 1150 tot 1156.
Vanaf 1149 was Herman proost van Sint-Gereon te Keulen. De graven van Gelre, Holland en Kleef schoven hem naar voren als kandidaat voor de bisschopszetel van Utrecht. Het ministerialiteit van het Sticht en de inwoners van Utrecht en Deventer waren voorstander van Frederik van Berg en kwamen in verzet toen Herman desondanks in juli 1150 tot bisschop gewijd werd. Frederik Barbarossa kwam hierop persoonlijk naar Utrecht om de tegenstand te breken.
Er bestaat geen bewijs dat deze Herman dezelfde persoon was als Herimannus, archidiaconus Leodiensis (aartsdiaken Herman van Luik), genoemd in een oorkonde uit 1136. Deze bemiddelde in 1131 tussen Arnold van Loon en Walram van Limburg. In de oorkonde die over deze laatste gebeurtenis bericht wordt deze Herman uit Luik vereenzelvigd met de latere proost van Sint-Gereon, maar deze oorkonde zou in de 17e eeuw vervalst zijn.

## Familie Horningen
De achternaam "van Ho(o)rne" werd Herman gegeven in latere overleveringen, maar Herman was niet verwant aan de heren van Horne. De schrijver van de Quedam Narracio de Groninghe noemde hem episcopum Horningum (Horningse bisschop) in plaats van episcopum Hornensem. Hermans achternaam luidde dus "van Horningen", genoemd naar Hörningen bij Nordhausen. Een bekende telg uit deze familie was Judinta van Hürningen, echtgenote van Albert II van Habsburg (een afstammeling van koning Rudolf). In de 12e eeuw leefden in deze contreien verschillende Horningens, en in tegenstelling tot de heren van Horne genoten zij een hoog aanzien. We weten bovendien dat ze banden onderhielden met de keizer en de voorgenoemde graven, want ze worden samen vermeld in de volgende oorkondes:
- Outhelricus de Horninga (1139): koning Koenraad schenkt de Maasbrug in Maastricht aan het St.-Servaaskapittel
- Henricus de Hurninghe (1152-1156): Frederik Barbarossa bevestigt dat Gertrudis en Hugu van Dachsberg een prebende bij St.-Servaas schenken aan de kerk van Wanze
- Volricus van Hurningen (1157): Frederik Barbarossa bevestigt het bezit van de kathedraal van Antwerpen